# لی جو-هیونگ
لی جو-هیونگ (انگلیسی: Lee Joo-hyung؛ زادهٔ ۵ مارس ۱۹۷۳) ژیمناست هنری سابق اهل کره جنوبی است.
وی در مسابقات کشوری و بین‌المللی در مجموع برندهٔ ۱ مدال طلا، ۱ مدال نقره، ۱ مدال برنز شده‌است.